# Iodopleure brun
Iodopleura fusca
Espèce
Statut de conservation UICN

 LC  : Préoccupation mineure
L'Iodopleure brun (Iodopleura fusca) est une espèce de passereaux de la famille des Tityridae.